# Polonid draselný
Polonid draselný je anorganická sloučenina se vzorcem K2Po, patřící mezi polonidy.

## Vlastnosti
Polonid draselný je tepelně méně stálý a má vyšší elektronovou afinitu než tellurid draselný (K2Te).

## Příprava
Polonid draselný je možné vytvořit redoxní reakcí polanu s kovovým draslíkem:
H2Po + 2 K → K2Po + H2
Další možností je zahřívání draslíku s poloniem na 300–400 °C.

## Struktura
Polonid má obdobně jako polonid sodný antifluoritovou strukturu.